# Convenția-cadru a Națiunilor Unite privind schimbările climatice (UNFCCC)
Convenția-cadru a Națiunilor Unite privind schimbările climatice (UNFCCC) este procesul ONU pentru negocierea unui acord de limitare a schimbărilor climatice periculoase. Este un tratat internațional pentru combaterea „interferențelor umane periculoase în sistemul climatic”. Principala modalitate de a face acest lucru este limitarea creșterii gazelor cu efect de seră în atmosferă. Convenția a fost semnată în 1992 de 154 de state la Conferința Națiunilor Unite pentru Mediu și Dezvoltare (UNCED), cunoscută în mod informal ca Summit-ul Pământului, desfășurată la Rio de Janeiro. Tratatul a intrat în vigoare la 21 martie 1994. „UNFCCC” este, de asemenea, numele Secretariatului însărcinat cu sprijinirea funcționării convenției, cu birouri în campusul ONU din Bonn, Germania.
Obiectivul principal al convenției este explicat în articolul 2 și acesta este „stabilizarea concentrațiilor de gaze cu efect de seră în atmosferă la un nivel care ar preveni interferențele antropice periculoase [adică, cauzate de om] cu sistemul climatic”. Tratatul solicită continuarea cercetării științifice asupra climei. Această cercetare sprijină întâlniri și negocieri pentru a duce la acorduri. Scopul este de a permite ecosistemelor să se adapteze la schimbările climatice⁠(d). În același timp, își propune să se asigure că nu există amenințări la adresa producției de alimente care să fie cauzate de schimbările climatice sau de măsurile luate pentru abordarea acesteia. Și își propune să permită dezvoltării economice să continue într-o manieră durabilă.
Activitatea UNFCCC se concentrează pe punerea în aplicare a Acordului de la Paris. Acest acord a intrat în vigoare în 2016. Acesta își propune să limiteze creșterea temperaturii globale⁠(d) cu mult sub 2°C (3,6°F) peste nivelurile de dinainte de Revoluția Industrială și chiar țintind să-l mențină la 1,5°C (2,7°F). Acordul de la Paris a înlocuit Protocolul de la Kyoto al UNFCCC, care a fost semnat în 1997 și a durat între 2005 și 2020.
Până în 2022, UNFCCC avea 198 de părți. Organul său suprem de decizie, Conferința părților (COP)⁠(d), se întrunește în fiecare an. Pe parcursul anului au loc și alte întâlniri la nivel regional și tehnic. Acordul de la Paris impune o revizuire sau „bilanț global⁠(d)” al progresului în atingerea obiectivelor sale la fiecare cinci ani. Prima dintre acestea a avut loc la COP28⁠(d) din Emiratele Arabe Unite (EAU) în 2023.
Tratatul stabilește responsabilitățile pentru trei categorii de state. Acestea sunt țări dezvoltate, țări dezvoltate cu responsabilități financiare speciale și țări în curs de dezvoltare. Țările dezvoltate se numesc țări din Anexa I. La început au fost 38. Țările din anexa I ar trebui să adopte politici naționale și să ia măsuri corespunzătoare pentru a-și limita emisiile de gaze cu efect de seră⁠(d). Ei ar trebui, de asemenea, să raporteze cu privire la pașii pentru revenirea individuală sau în comun la nivelurile lor de emisii de gaze cu efect de seră din 1990.
Este problematic faptul că principalele state semnatare nu își respectă angajamentele individuale. Din acest motiv, CCONUSC a fost criticată ca nereușind să reducă emisiile de gaze cu efect de seră de la adoptarea sa. Părțile la convenție nu au convenit asupra unui proces care să permită votul majoritar. Toate deciziile sunt luate prin consens, acordând părților sau țărilor individuale dreptul de veto. Eficacitatea Acordului de la Paris de a-și atinge obiectivele climatice este, de asemenea, supusă dezbaterii, în special în ceea ce privește obiectivul său mai ambițios de a menține creșterea temperaturii globale sub 1,5.°C.

## Dezvoltare
Primul raport de evaluare al IPCC a apărut în 1990. Raportul a oferit o privire de ansamblu asupra științei schimbărilor climatice și a consensului științific până în prezent⁠(d). Acesta a discutat incertitudinile și a furnizat dovezi ale încălzirii. Autorii au declarat că sunt siguri că gazele cu efect de seră sunt în creștere în atmosferă din cauza activității umane. Acest lucru duce la o încălzire mai mare a suprafețeiiPământului. Raportul a dus la stabilirea Convenției-cadru a Națiunilor Unite privind schimbările climatice (UNFCCC). 

### Convenția din 1992
Textul Convenției a fost elaborat în timpul reuniunii Comitetului Interguvernamental de Negociere de la New York, între 30 aprilie și 9 mai 1992. Convenția a fost adoptată la 9 mai 1992 și deschisă spre semnare la 4 iunie 1992 la Conferința Națiunilor Unite pentru Mediu și Dezvoltare⁠(d) (UNCED) de la Rio de Janeiro (cunoscută sub titlul său popular, Summit-ul Pământului⁠(d)). La 12 iunie 1992, 154 de națiuni au semnat UNFCCC, care, după ratificare, a angajat guvernele semnatarilor să reducă concentrațiile atmosferice de gaze cu efect de seră cu scopul de a „preveni interferențele antropice periculoase cu sistemul climatic al Pământului”. Acest angajament ar necesita reduceri substanțiale ale emisiilor de gaze cu efect de seră.  Părțile la Convenție s-au reunit anual din 1995 în cadrul Conferințelor Părților⁠(d) (COP) pentru a evalua progresul făcut în adresarea schimbărilor climatice.
Articolul 3 alineatul (1) din Convenție prevede că părțile ar trebui să acționeze pentru a proteja sistemul climatic pe baza „responsabilităților comune, dar diferențiate și a capacităților respective” și că țările părți dezvoltate ar trebui să „preia conducerea” în abordarea schimbărilor climatice. În temeiul articolului 4, toate părțile își asumă angajamente generale de abordare a schimbărilor climatice prin, de exemplu, atenuarea schimbărilor climatice și adaptarea la eventualele efecte ale schimbărilor climatice. Articolul 4 alineatul (7) prevede:
„Măsura în care țările în curs de dezvoltare părți își vor pune efectiv în aplicare angajamentele asumate în temeiul convenției va depinde de punerea efectivă în aplicare de către părțile țări dezvoltate a angajamentelor asumate în temeiul convenției în ceea ce privește resursele financiare și transferul de tehnologie și va lua pe deplin în considerare faptul că dezvoltarea economică și socială și eradicarea sărăciei sunt prioritățile principale și primordiale ale țărilor în curs de dezvoltare părți.”
Convenția specifică scopul părților din anexa I a fost stabilizarea emisiilor de gaze cu efect de seră (dioxid de carbon și alte gaze cu efect de seră antropice nereglementate prin Protocolul de la Montreal) la nivelurile din 1990, până în 2000.

### Obiectiv general
Obiectivul final al Convenției-cadru este specificat la articolul 2: „stabilizarea concentrațiilor de gaze cu efect de seră din atmosferă la un nivel care să împiedice interferențele antropice periculoase [adică cauzate de om] cu sistemul climatic”. Articolul 2 din convenție prevede că acest obiectiv „ar trebui atins într-un interval de timp suficient pentru a permite ecosistemelor să se adapteze în mod natural la schimbările climatice, pentru a garanta că producția de alimente nu este amenințată și pentru a permite dezvoltării economice să continue într-un mod durabil”.

### Șase domenii prioritare (Acțiune pentru abilitarea climatică)
Action for Climate Empowerment (ACE) este un termen adoptat de UNFCCC în 2015 pentru a avea o denumire mai bună pentru acest subiect decât „articolul 6”. Acesta se referă la articolul 6 din textul original al convenției (1992), axat pe șase domenii prioritare: educație, formare, sensibilizarea publicului, participarea publicului, accesul publicului la informații și cooperarea internațională în aceste domenii. Punerea în aplicare a tuturor celor șase domenii a fost identificată ca fiind factorul esențial pentru ca toată lumea să înțeleagă și să participe la rezolvarea provocărilor prezentate de schimbările climatice. ACE solicită guvernelor să elaboreze și să pună în aplicare programe educaționale și de sensibilizare a publicului, să formeze personal științific, tehnic și managerial, să încurajeze accesul la informații și să promoveze participarea publicului în abordarea schimbărilor climatice și a efectelor acestora. De asemenea, ACE îndeamnă țările să coopereze în acest proces, prin schimbul de bune practici și lecții învățate și prin consolidarea instituțiilor naționale. Această gamă largă de activități este ghidată de obiective specifice care, împreună, sunt considerate esențiale pentru punerea în aplicare eficientă a acțiunilor de adaptare la schimbările climatice și de atenuare a acestora și pentru atingerea obiectivului final al CCONUSC.

## Acorduri și protocoale cheie

### Protocolul de la Kyoto
Protocolul de la Kyoto a fost un tratat internațional care a extins Convenția-cadru a Organizației Națiunilor Unite din 1992 privind schimbările climatice (CCONUSC), care obligă statele părți să reducă emisiile de gaze cu efect de seră, pe baza consensului științific conform căruia încălzirea globală are loc și că emisiile de CO2 de origine umană sunt cauza acesteia. Protocolul de la Kyoto a fost adoptat la Kyoto, Japonia, la 11 decembrie 1997 și a intrat în vigoare la 16 februarie 2005. În 2020 existau 192 de părți (Canada s-a retras din protocol, începând cu decembrie 2012) la protocol.
Protocolul de la Kyoto a pus în aplicare obiectivul CCONUSC de a reduce declanșarea încălzirii globale prin reducerea concentrațiilor de gaze cu efect de seră din atmosferă la „un nivel care ar împiedica interferențele antropice periculoase cu sistemul climatic” (articolul 2). Protocolul de la Kyoto s-a aplicat celor șapte gaze cu efect de seră enumerate în anexa A: dioxid de carbon (CO2), metan (CH4), oxid de azot (N2O), hidrofluorocarburi (HFC), perfluorocarburi (PFC), hexafluorură de sulf (SF6), trifluorură de azot (NF3).] Trifluorura de azot a fost adăugată pentru a doua perioadă de conformitate în timpul Rundei Doha.
Prima perioadă de angajament a protocolului a început în 2008 și s-a încheiat în 2012. Toate cele 36 de țări care au participat pe deplin la prima perioadă de angajament au respectat protocolul. Cu toate acestea, nouă țări au fost nevoite să recurgă la mecanismele de flexibilitate prin finanțarea reducerii emisiilor în alte țări, deoarece emisiile lor naționale erau puțin mai mari decât obiectivele lor. Criza financiară din 2007-2008 a redus emisiile. Cele mai mari reduceri ale emisiilor s-au înregistrat în țările din fostul bloc estic, deoarece dizolvarea Uniunii Sovietice a redus emisiile acestora la începutul anilor '90. Chiar dacă cele 36 de țări dezvoltate și-au redus emisiile, emisiile globale au crescut cu 32% între 1990 și 2010.

### Acordul de la Paris
Acordul de la Paris (denumit și Acordurile de la Paris sau Acordurile climatice de la Paris) este un tratat internațional privind schimbările climatice care a fost semnat în 2016 și care vizează atenuarea schimbărilor climatice, adaptarea la acestea și finanțarea. Acordul de la Paris a fost negociat de 196 de părți la Conferința Organizației Națiunilor Unite privind schimbările climatice din 2015 de lângă Paris, Franța. Începând cu februarie 2023, 195 de membri ai Convenției-cadru a Organizației Națiunilor Unite privind schimbările climatice (UNFCCC) sunt părți la acord. Dintre cele trei state membre UNFCCC care nu au ratificat acordul, singurul emițător major este Iranul. Statele Unite, al doilea mare emițător, s-au retras din acord în 2020, au reintrat în 2021,și și-au anunțat din nou retragerea în 2025.
Acordul de la Paris are un obiectiv pe termen lung privind temperatura, și anume menținerea creșterii temperaturii globale la suprafață cu mult sub 2 °C (3,6 °F) peste nivelurile preindustriale. De asemenea, tratatul prevede că, de preferință, limita creșterii ar trebui să fie de numai 1,5 °C (2,7 °F). Aceste limite sunt definite ca medii ale temperaturii globale măsurate pe parcursul mai multor ani.

## Membrii și participare
Începând cu 2022, UNFCCC are 198 de țări participante, inclusiv toate statele membre ale Națiunilor Unite, observatori ai Adunării Generale a Națiunilor Unite, statul Palestina și Sfântul Scaun, statele nemembre ale ONU Niue și Insulele Cook și uniunea supranațională Uniunea Europeană.

### Țările din anexa I
Există 43 de țări din anexa I, inclusiv țări din Uniunea Europeană. Aceste țări sunt clasificate ca țări industrializate și economii în tranziție. Dintre acestea, 24 sunt, de asemenea, părți din anexa II, inclusiv Uniunea Europeană, și 14 sunt economii în tranziție.
Țări din anexa I (24 dintre acestea sunt și părți din anexa II) :
1. Australia[a]
2. Austria[a]
3. Belgia[a]
4. Canada[a]
5. Cipru
6. Danemarca[a]
7. EU[a]
8. Finlanda[a]
9. France[a]
10. Germany[a]
11. Greece[a]
12. Islanda[a]
13. Irlanda[a]
14. Italia[a]
15. Japonia[a]
16. Liechtenstein
17. Luxembourg[a]
18. Malta
19. Monaco
20. Țările de Jos[a]
21. New Zealand[a]
22. Norvegia[a]
23. Portugalia[a]
24. Spania[a]
25. Suedia[a]
26. Elveția[a]
27. Turcia
28. Regatul Unit al Marii Britanii și al Irlandei de Nord[a]
29. Statele Unite ale Americii[a]

Țările din anexa I care sunt economii în tranziție :
1. Belarus
2. Bulgaria
3. Croatia
4. Cehia
5. Estonia
6. Ungaria
7. Letonia
8. Lituania
9. Polonia
10. România
11. Rusia
12. Slovacia
13. Slovenia
14. Ucraina

## Premii
În 2016, UNFCCC a primit „Premiul Prințului sau Prințesa Asturiei pentru Cooperare Internațională” din partea Premiilor Prințesa Asturiei.

## Reuniunile țărilor
O Conferință a părților (COP) a avut loc anual de cei mai mulți ani din 1995.
| COP   | Year | Country                        | Begin      | End        | Days | City            | Link                                                                                            |
| ----- | ---- | ------------------------------ | ---------- | ---------- | ---- | --------------- | ----------------------------------------------------------------------------------------------- |
| COP1  | 1995 | Germania                       | 28.03.1995 | 07.04.1995 | 10   | Berlin          | [COP 1](https://unfccc.int/process/bodies/conference-of-the-parties/cop-1)                      |
| COP2  | 1996 | Elveția                        | 08.07.1996 | 19.07.1996 | 11   | Geneva          | [COP 2](https://unfccc.int/process/bodies/conference-of-the-parties/cop-2)                      |
| COP3  | 1997 | Japan                          | 01.12.1997 | 10.12.1997 | 10   | Kyoto           | [COP 3](https://unfccc.int/process/bodies/conference-of-the-parties/cop-3)                      |
| COP4  | 1998 | Argentina                      | 02.11.1998 | 13.11.1998 | 12   | Buenos Aires    | [COP 4](https://unfccc.int/process/bodies/conference-of-the-parties/cop-4)                      |
| COP5  | 1999 | Germania                       | 25.10.1999 | 05.11.1999 | 12   | Bonn            | [COP 5](https://unfccc.int/process/bodies/conference-of-the-parties/cop-5)                      |
| COP6  | 2000 | Țările de Jos                  | 13.11.2000 | 24.11.2000 | 12   | The Hague       | [COP 6](https://unfccc.int/process/bodies/conference-of-the-parties/cop-6)                      |
| COP7  | 2001 | Moroc                          | 29.10.2001 | 10.11.2001 | 12   | Marrakech       | [COP 7](https://unfccc.int/process/bodies/conference-of-the-parties/cop-7)                      |
| COP8  | 2002 | India                          | 23.10.2002 | 01.11.2002 | 10   | New Delhi       | [COP 8](https://unfccc.int/process/bodies/conference-of-the-parties/cop-8)                      |
| COP9  | 2003 | Italia                         | 01.12.2003 | 12.12.2003 | 12   | Milan           | [COP 9](https://unfccc.int/process/bodies/conference-of-the-parties/cop-9)                      |
| COP10 | 2004 | Argentina                      | 01.12.2004 | 12.12.2004 | 12   | Buenos Aires    | [COP 10](https://unfccc.int/process/bodies/conference-of-the-parties/cop-10)                    |
| COP11 | 2005 | Canada                         | 28.11.2005 | 10.12.2005 | 12   | Montreal        | [COP 11](https://unfccc.int/process/bodies/conference-of-the-parties/cop-11)                    |
| COP12 | 2006 | Kenya                          | 06.11.2006 | 17.11.2006 | 12   | Nairobi         | [COP 12](https://unfccc.int/process/bodies/conference-of-the-parties/cop-12)                    |
| COP13 | 2007 | Indonezia                      | 03.12.2007 | 15.12.2007 | 12   | Bali            | [COP 13](https://unfccc.int/process/bodies/conference-of-the-parties/cop-13)                    |
| COP14 | 2008 | Polonia                        | 01.12.2008 | 12.12.2008 | 12   | Poznań          | [COP 14](https://unfccc.int/process/bodies/conference-of-the-parties/cop-14)                    |
| COP15 | 2009 | Danemarca                      | 07.12.2009 | 18.12.2009 | 12   | Copenhagen      | [COP 15](https://unfccc.int/process/bodies/conference-of-the-parties/cop-15)                    |
| COP16 | 2010 | Mexic                          | 29.11.2010 | 11.12.2010 | 12   | Cancún          | [COP 16](https://unfccc.int/process/bodies/conference-of-the-parties/cop-16)                    |
| COP17 | 2011 | Africa de Sud                  | 28.11.2011 | 11.12.2011 | 14   | Durban          | [COP 17](https://unfccc.int/process/bodies/conference-of-the-parties/cop-17)                    |
| COP18 | 2012 | Qatar                          | 26.11.2012 | 08.12.2012 | 12   | Doha            | [COP 18](https://unfccc.int/process/bodies/conference-of-the-parties/cop-18)                    |
| COP19 | 2013 | Polonia                        | 11.11.2013 | 22.11.2013 | 12   | Warsaw          | [COP 19](https://unfccc.int/process/bodies/conference-of-the-parties/cop-19)                    |
| COP20 | 2014 | Peru                           | 01.12.2014 | 12.12.2014 | 12   | Lima            | [COP 20](https://unfccc.int/process/bodies/conference-of-the-parties/cop-20)                    |
| COP21 | 2015 | Franța                         | 30.11.2015 | 12.12.2015 | 12   | Paris           | [COP 21](https://unfccc.int/process/bodies/conference-of-the-parties/cop-21)                    |
| COP22 | 2016 | Maroc                          | 07.11.2016 | 18.11.2016 | 12   | Marrakech       | [COP 22](https://unfccc.int/process/bodies/conference-of-the-parties/cop-22)                    |
| COP23 | 2017 | Germania                       | 06.11.2017 | 17.11.2017 | 12   | Bonn            | [COP 23](https://unfccc.int/process/bodies/conference-of-the-parties/cop-23)                    |
| COP24 | 2018 | Polonia                        | 02.12.2018 | 14.12.2018 | 12   | Katowice        | [COP 24](https://unfccc.int/process/bodies/conference-of-the-parties/cop-24)                    |
| COP25 | 2019 | Spania                         | 02.12.2019 | 13.12.2019 | 12   | Madrid          | [COP 25](https://unfccc.int/conference/un-climate-change-conference-december-2019)              |
| COP26 | 2021 | Regatul Unit al Marii Britanii | 31.10.2021 | 12.11.2021 | 12   | Glasgow         | [COP 26](https://unfccc.int/conference/glasgow-climate-change-conference-october-november-2021) |
| COP27 | 2022 | Egipt                          | 06.11.2022 | 18.11.2022 | 12   | Sharm el-Sheikh | [COP 27](https://unfccc.int/cop27)                                                              |
| COP28 | 2023 | Emiratele Arabe Unite          | 30.11.2023 | 12.12.2023 | 12   | Dubai           | [COP 28](https://unfccc.int/cop28)                                                              |
| COP29 | 2024 | Azerbadjan                     | 11.11.2024 | 22.11.2024 | 12   | Baku            | [COP 29](https://unfccc.int/cop29)                                                              |
| COP30 | 2025 | Brazilia                       | 31.10.2025 | 12.11.2025 | 12   | Belém           | [COP 30](https://unfccc.int/cop30)                                                              |